# 第24回都市対抗野球大会予選
第24回都市対抗野球大会予選は、第24回都市対抗野球大会本戦出場チームを決める試合の結果をまとめたものである。なお、コールドゲーム、延長戦のイニングについては記していない。

## 出場枠
- 推薦出場（前回大会優勝：全鐘紡（大阪市））

- 地区代表（北海道、東北、北関東、南関東、東京、横浜市、山梨・静岡、信越（新潟、長野、富山）、名古屋市、東海、北陸（福井、石川、滋賀）、京都市、大阪市、神戸市、近畿、中国、四国、北九州、南九州）

## 北海道地区

### 1次予選
札幌地区
- リーグ戦

札幌スターズ　2－1　札幌鉄道管理局
小樽野球協会　6－1　北海道拓殖銀行
札幌鉄道管理局　9－3　北海道拓殖銀行
小樽野球協会　5－4　札幌スターズ
札幌鉄道管理局　15－1　小樽野球協会
札幌スターズ　7－6　北海道拓殖銀行
札幌スターズ　4－3　札幌鉄道管理局
小樽野球協会　3－1　北海道拓殖銀行
北海道拓殖銀行　6－4　札幌スターズ
札幌鉄道管理局　6－2　小樽野球協会
北海道拓殖銀行　8－3　札幌鉄道管理局
小樽野球協会　6－0　札幌スターズ
プレーオフ　札幌鉄道管理局　2－0　札幌スターズ
小樽野球協会、札幌鉄道管理局が2次予選に進出
空知地区
- 代表決定戦

東洋高圧砂川　6－0　滝川クラブ
三井砂川　7－3　三菱美唄
- 1回戦

住友奔別　2－0　三井美唄
- 敗者復活戦

三菱美唄　12－2　滝川クラブ
- 代表決定戦

三菱美唄　8－3　住友奔別
東洋高圧砂川、三井砂川、三菱美唄が2次予選に進出
函館地区
- 代表決定戦（2勝先取）

函館太洋倶楽部　14－1　青函鉄道管理局
青函鉄道管理局　10－4　函館太洋倶楽部
青函鉄道管理局　6－2　函館太洋倶楽部
青函鉄道管理局が2次予選に進出
旭川地区
- リーグ戦

三井芦別　6－5　旭川野球協会
旭川鉄道管理局　5－1　三井芦別
旭川鉄道管理局　8－3　旭川野球協会
旭川鉄道管理局、三井芦別が本戦出場
道東地区
- 準決勝（代表決定戦）

帯広野球協会　4－1　太平洋炭鉱
釧路鉄道管理局　5－0　釧路クラブ
- 決勝

帯広野球協会　8－2　釧路鉄道管理局
帯広野球協会、釧路鉄道管理局が本戦出場
室蘭地区
- リーグ戦

王子製紙苫小牧　6－5　北炭夕張
富士製鉄室蘭　8－3　北炭夕張
王子製紙苫小牧　4－2　富士製鉄室蘭
富士製鉄室蘭　7－3　北炭夕張
王子製紙苫小牧　1－0　北炭夕張
王子製紙苫小牧、富士製鉄室蘭が本戦出場

### 2次予選
- 1回戦

富士製鉄室蘭　8－7　札幌鉄道管理局
東洋高圧砂川　3－1　旭川鉄道管理局
小樽野球協会　9－0　三井芦別
青函鉄道管理局　3－2　三井砂川
- 2回戦

富士製鉄室蘭　11－1　三菱美唄
東洋高圧砂川　10－0　釧路鉄道管理局
小樽野球協会　4－0　帯広野球協会
王子製紙苫小牧　8－6　青函鉄道管理局
- 準決勝

東洋高圧砂川　6－3　富士製鉄室蘭
王子製紙苫小牧　9－8　小樽野球協会
- 代表決定戦

東洋高圧砂川　9－2　王子製紙苫小牧
東洋高圧砂川が本戦出場

## 東北地区

### 青森県1次予選
- 代表決定戦

青森林友　3－2　八戸市役所
青森林友が東北2次予選に進出

### 岩手県1次予選
- 1回戦

水沢駒形野球倶楽部　8－7　盛岡実業
富士製鉄釜石　19－0　福高クラブ
盛岡鉄道管理局　10－0　岩手県庁
宮古実業　2－0　釜石太洋
- 準決勝

富士製鉄釜石　4－1　水沢駒形野球倶楽部
盛岡鉄道管理局　6－0　宮古実業
- 代表決定戦

富士製鉄釜石　5－3　盛岡鉄道管理局
富士製鉄釜石が東北2次予選に進出

### 秋田県1次予選
- 1回戦

東北肥料　15－4　旭友クラブ
秋田鉄道管理局　7－2　全大館
- 準決勝

秋田営林局　7－5　東北肥料
秋田鉄道管理局　12－0　王冠クラブ
- 代表決定戦

秋田営林局　6－1　秋田鉄道管理局
秋田営林局が東北2次予選に進出

### 宮城県1次予選
- 準決勝（代表決定戦）

仙台クラブ　9－7　仙台鉄道管理局
東北電気通信局　6－1　石巻日和クラブ
- 決勝

仙台クラブ　5－2　東北電気通信局
仙台クラブ、東北電気通信局が東北2次予選に進出

### 山形県1次予選
- 代表決定戦

鶴岡クラブ　7－1　帝石山形
鶴岡クラブが東北2次予選に進出

### 福島県1次予選
- 1回戦

白河クラブ　18－8　若松クラブ
- 準決勝

磐城クラブ　16－5　竹田病院クラブ
福島クラブ　14－0　白河クラブ
- 代表決定戦

磐城クラブ　?－0　福島クラブ
磐城クラブが東北2次予選に進出（常磐炭鉱は1次予選免除）

### 東北2次予選
- 1回戦

仙台クラブ　9－1　秋田鉄道管理局
富士製鉄釜石　7－0　青森林友
常磐炭鉱　9－0　東北電気通信局
磐城クラブ　（不戦勝）　鶴岡クラブ
- 準決勝

富士製鉄釜石　4－1　仙台クラブ
常磐炭鉱　7－3　磐城クラブ
- 代表決定戦

富士製鉄釜石　1－0　常磐炭鉱
富士製鉄釜石が本戦出場

## 北関東地区

### 茨城県1次予選
- リーグ戦

日立製作所　5－3　日立鉱業
全水戸　14－5　水戸鉄道管理局
明利酒類　11－0　日立鉱業
日立製作所　5－4　全水戸
明利酒類　4－0　水戸鉄道管理局
日立鉱業　5－0　全水戸
日立製作所　11－0　水戸鉄道管理局
明利酒類　1－0　全水戸
日立鉱業　7－0　水戸鉄道管理局
明利酒類　8－2　日立製作所
明利酒類、日立製作所、日立鉱業、全水戸が北関東2次予選に進出

### 群馬県1次予選
- リーグ戦

大生相互銀行　11－3　高崎鉄道管理局
富士重工業　6－5　高崎理研
大生相互銀行　3－1　富士重工業
高崎理研　14－6　高崎鉄道管理局
富士重工業　7－1　高崎鉄道管理局
大生相互銀行　7－2　高崎理研
大生相互銀行、富士重工業が北関東2次予選に進出

### 北関東2次予選
全鹿沼、全宇都宮（いずれも栃木県）も出場
- 1回戦

大生相互銀行　7－2　全水戸
日立製作所　14－0　全鹿沼
日立鉱業　9－1　全宇都宮
富士重工業　2－0　明利酒類
- 準決勝

大生相互銀行　2－0　日立製作所
日立鉱業　6－5　富士重工業
- 代表決定戦

大生相互銀行　14－2　日立鉱業
大生相互銀行が本戦出場

## 南関東地区

### 神奈川県（横浜市以外）1次予選
- 1回戦

いすゞ自動車　7－5　横須賀ネービー・オール・スターズ
トキコ　8－1　全東芝
- 準決勝（代表決定戦）

いすゞ自動車　15－5　鈴捨組
トキコ　4－2　馬淵建設
- 決勝

いすゞ自動車　1－0　トキコ
いすゞ自動車、トキコは南関東2次予選に進出（日本コロムビアは1次予選免除）

### 東京多摩地区1次予選
- リーグ戦

全横田　11－10　八王子クラブ
立川AIO　14－3　全駒場
全横田　11－4　立川AIO
全府中　6－0　八王子クラブ
八王子クラブ　21－2　全駒場
全府中　14－13　全横田
全横田　9－3　全駒場
全府中　4－3　立川AIO
立川AIO　6－5　八王子クラブ
全府中　11－1　全駒場
全府中、全横田、立川AIO、八王子クラブは南関東2次予選に進出

### 埼玉県1次予選
- 1回戦

行田クラブ　7－2　全浦和
国際重工業　10－2　全川越
森田鉄工所　14－3　岩槻クラブ
- 2回戦

全熊谷　9－8　行田クラブ
国際重工業　4－2　全所沢
岩田鋳造　7－4　本庄クラブ
全大宮　11－9　森田鉄工所
- 準決勝（代表決定戦）

全熊谷　6－3　国際重工業
岩田鋳造　7－6　全大宮
- 決勝

岩田鋳造　5－4　全熊谷
岩田鋳造、全熊谷が南関東2次予選に進出

### 千葉県1次予選
- 1回戦

国鉄千葉　8－4　星陵クラブ
泰道クラブ　4－3　酒々井クラブ
全千葉　11－1　全銚子
- 準決勝（代表決定戦）

国鉄千葉　12－8　泰道クラブ
全千葉　2－1　全市川
- 決勝

国鉄千葉　4－3　全千葉
国鉄千葉、全千葉が南関東2次予選に進出

### 南関東2次予選
- 1回戦

立川AIO　7－1　八王子クラブ
全府中　5－2　全熊谷
国鉄千葉　9－6　全横田
- 2回戦

立川AIO　6－3　いすゞ自動車
全府中　10－0　全千葉
トキコ　11－0　国鉄千葉
日本コロムビア　11－1　岩田鋳造
- 準決勝

全府中　2－1　立川AIO
日本コロムビア　11－10　トキコ
- 代表決定戦

日本コロムビア　9－3　全府中
日本コロムビアが本戦出場

## 東京地区
- 1回戦

全藤倉　5－3　国鉄本庁
電通　6－5　東京ガス
東京BBC　2－1　専売公社
熊谷組　3－2　東京鉄道管理局
明治座　7－0　石川島重工
ニッポンビール　4－1　明電舎
- 2回戦

全藤倉　11－0　新東宝
電通　11－0　東京BBC
熊谷組　7－1　明治座
ニッポンビール　10－0　芙蓉クラブ
- 代表決定リーグ戦

熊谷組　4－2　全藤倉
ニッポンビール　8－5　電通
全藤倉　3－2　ニッポンビール
熊谷組　10－5　電通
全藤倉　４－0　電通
ニッポンビール　4－3　熊谷組
- 代表決定プレーオフ

ニッポンビール　2－1　熊谷組
全藤倉　7－1　ニッポンビール
熊谷組　2－1　全藤倉
熊谷組　6－2　全藤倉
熊谷組　3－0　ニッポンビール
熊谷組が本戦出場

## 横浜地区
- 1回戦

日本鋼管　12－6　日新運輸
横浜興信銀行　3－2　横浜クラブ
横浜金港クラブ　5－3　横浜ゴム
- 2回戦

日本鋼管　4－1　横浜興信銀行
横浜金港クラブ　13－0　横浜税関
- 3回戦

日本鋼管　11－1　横浜金港クラブ
- 代表決定戦

日本石油　4－3　日本鋼管
日本鋼管　6－0　日本石油
日本鋼管　4－0　日本石油
日本鋼管が本戦出場

## 山梨・静岡地区

### 山梨県1次予選
- 1回戦

桂クラブ　10－0　甲府貯金局
韮葉クラブ　8－7　日下部パルプ
鶴城クラブ　13－0　塩山クラブ
- 準決勝（代表決定戦）

富士山麓電鉄　11－6　桂クラブ
鶴城クラブ　5－2　韮葉クラブ
- 決勝

鶴城クラブ　10－7　富士山麓電鉄
鶴城クラブ、富士山麓電鉄が2次予選に進出

### 静岡県1次予選
- 1回戦

三島クラブ　5－2　静岡電気通信局
大昭和製紙　14－0　静岡鉄道管理局
- 2回戦

日本軽金属　7－4　東芝富士
清水クラブ　6－4　用宗クラブ
静岡実業　2－1　大昭和製紙鈴川
大昭和製紙　16－3　三島クラブ
- 準決勝（代表決定戦）

日本軽金属　7－0　清水クラブ
大昭和製紙　4－0　静岡実業
- 決勝

大昭和製紙　6－2　日本軽金属
大昭和製紙、日本軽金属が2次予選に進出

### 2次予選
- 準決勝

大昭和製紙　14－0　富士山麓電鉄
日本軽金属　10－1　鶴城クラブ
- 代表決定戦（2勝先取）

大昭和製紙　17－1　日本軽金属
日本軽金属　1－0　大昭和製紙
大昭和製紙　8－1　日本軽金属
大昭和製紙が本戦出場

## 信越地区

### 新潟県1次予選
上越・中越
- 1回戦

柏洋クラブ　5－4　青海電化
大島農機　8－1　六高クラブ
- 代表決定戦

大島農機　4－3　柏洋クラブ
下越
- 1回戦

新潟クラブ　5－0　新潟交通
- 準決勝（代表決定戦）

新潟鉄道管理局　5－1　三条クラブ
新潟コンマーシャル倶楽部　2－1　新潟クラブ
- 決勝

新潟鉄道管理局　3－2　新潟コンマーシャル倶楽部
大島農機、新潟鉄道管理局、新潟コンマーシャル倶楽部が信越2次予選に進出

### 長野県1次予選
北信
- 1回戦

高嶺クラブ　7－3　全上田
- 準決勝

長野鉄道管理局　9－4　長野愛球クラブ
国鉄長野工場　5－1　高嶺クラブ
- 代表決定戦

国鉄長野工場　6－1　長野鉄道管理局
南信
- 1回戦

昭和電工　9－7　呉羽クラブ
- 代表決定戦

昭和電工　1－0　松本球友クラブ
国鉄長野工場、昭和電工が信越2次予選に進出

### 富山県1次予選
- 1回戦

北陸銀行　8－2　全富山
不二越　7－4　富山電気通信局
呉紡富山　4－3　東亜合成
- 準決勝（代表決定戦）

北陸銀行　2－1　倉敷レーヨン富山
不二越　3－2　呉紡富山
- 決勝

北陸銀行　6－4　不二越
北陸銀行、不二越が信越2次予選に進出

### 信越2次予選
- 1回戦

北陸銀行　5－0　新潟鉄道管理局
新潟コンマーシャル倶楽部　13－0　大島農機
不二越　7－5　昭和電工
- 準決勝

北陸銀行　5－4　国鉄長野工場
新潟コンマーシャル倶楽部　9－6　不二越
- 代表決定戦

新潟コンマーシャル倶楽部　3－1　北陸銀行
新潟コンマーシャル倶楽部が本戦出場

## 名古屋地区
- 代表決定戦リーグ戦

愛知産業　10－5　東邦ガス
東海電気通信局　12－0　新三菱重工名古屋
名古屋鉄道管理局　4－3　NBCクラブ
名古屋鉄道管理局　2－1　愛知産業
新三菱重工名古屋　8－7　NBCクラブ
東海電気通信局　1－1　東邦ガス
東海電気通信局　11－2　NBCクラブ
愛知産業　13－3　新三菱重工名古屋
名古屋鉄道管理局　11－4　東邦ガス
東邦ガス　?－3　新三菱重工名古屋
名古屋鉄道管理局　9－4　新三菱重工名古屋
東海電気通信局　2－2　愛知産業
東邦ガス　7－4　NBCクラブ
名古屋鉄道管理局　4－4　東海電気通信局
愛知産業　9－1　NBCクラブ
東邦ガス　3－2　東海電気通信局
東海電気通信局　1－0　愛知産業
名古屋鉄道管理局　4－2　東海電気通信局
名古屋鉄道管理局が本戦出場

## 東海地区

### 愛知県（名古屋市以外）1次予選
- 対抗戦（2勝先取）

トヨタ自動車　10－0　日紡大高
日紡大高　1－0　トヨタ自動車
日紡大高　9－5　トヨタ自動車
日紡大高が東海2次予選に進出

### 岐阜県1次予選
- 対抗戦（2勝先取）

川島紡績　12－0　日紡大垣
川島紡績　14－1　日紡大垣
川島紡績が東海2次予選に進出

### 東海2次予選
東洋紡富田、三重交通（いずれも三重県）も出場
- 代表決定リーグ戦

川島紡績　6－2　東洋紡富田
日紡大高　2－1　東洋紡富田
三重交通　3－2　日紡大高
川島紡績　17－2　日紡大高
東洋紡富田　6－3　三重交通
川島紡績　9－6　三重交通
川島紡績が本戦出場

## 北陸地区

### 福井県1次予選
- 代表決定戦

全福井　10－1　丸岡同志クラブ
全福井が北陸2次予選に進出

### 滋賀県1次予選
- リーグ戦

全大津　12－10　全彦根
東洋レーヨン　11－0　全彦根
東洋レーヨン　16－1　全大津
東洋レーヨン、全大津が北陸2次予選に進出

### 石川県1次予選
- 1回戦

金沢KB　10－6　浜田工務店
金沢電電公社　7－4　北陸電力石川
- 準決勝

金沢KB　8－6　国鉄金沢
金沢専売公社　1－0　金沢電電公社
- 代表決定戦

金沢KB　5－4　金沢専売公社
金沢KBが北陸2次予選に進出

### 北陸2次予選
- 準決勝

金沢KB　5－4　全大津
東洋レーヨン　18－1　全福井
- 代表決定戦

東洋レーヨン　8－0　金沢KB
東洋レーヨンが本戦出場

## 京都市地区
- 1回戦

専売公社京都　8－4　丸物百貨店
蒼陵クラブ　6－3　黒川工業
西京運輸　12－5　C・K・エンジニアー
- 2回戦

専売公社京都　6－3　京都電電公社
旋風クラブ　9－2　蒼陵クラブ
西京運輸　3－0　京都クラブ
京都大丸　6－5　日紡京都
- 準決勝

旋風クラブ　6－5　専売公社京都
西京運輸　4－3　京都大丸
- 代表決定戦

旋風クラブ　8－6　西京運輸
旋風クラブが本戦出場

## 大阪市地区
- 1回戦

近鉄　4－3　専売公社大阪
日本生命　20－5　朝城ゴム
大阪府庁　10－10　藤井金属
大阪府庁　3－2　藤井金属
大阪ガス　3－0　千土地興業
住友金属　9－1　毎日クラブ
近畿電電公社　2－0　天王寺鉄道管理局
大阪大丸　3－0　朝日硝子
中央ペイント　10－0　大阪高島屋
- 2回戦

日本生命　16－0　近鉄
大阪府庁　4－0　大阪ガス
近畿電電公社　9－2　住友金属
大阪大丸　7－1　中央ペイント
- 準決勝

日本生命　7－3　大阪府庁
大阪大丸　2－1　近畿電電公社
- 代表決定戦（2勝先取）

日本生命　3－0　大阪大丸
日本生命　9－3　大阪大丸
日本生命が本戦出場

## 神戸地区
- 1回戦

神戸税関　9－0　大阪ガス?
神戸製鋼　18－1　川崎製鉄神戸
- 2回戦

篠崎倉庫　5－2　神戸税関
神戸銀行　7－1　兵庫相互銀行
川崎重工　3－0　神戸製鋼
新三菱重工神戸　5－0　神戸大丸
- 準決勝

神戸銀行　1－0　篠崎倉庫
新三菱重工神戸　7－5　川崎重工
- 代表決定戦

神戸銀行　4－1　新三菱重工神戸
神戸銀行が本戦出場

## 近畿地区

### 大阪府（大阪市以外）1次予選
- 1回戦

松下電器　3－1　大一製作所
筒中セルロイド　7－2　大鉄吹田
- 2回戦

松下電器　5－4　筒中セルロイド
- 敗者復活1回戦

大鉄吹田　4－1　大一製作所
- 敗者復活2回戦

大鉄吹田　4－0　筒中セルロイド?
- 代表決定戦

松下電器　5－4　大鉄吹田
松下電器が近畿2次予選に進出

### 兵庫県（神戸市以外）1次予選
- 1回戦

春美クラブ　6－3　三菱電気伊丹
富士製鉄広畑　5－0　尼崎市役所
播磨造船　6－2　日通尼崎港
松谷化学　4－1　尼崎製鋼
- 準決勝

富士製鉄広畑　3－0　春美クラブ
松谷化学　6－3　播磨造船
- 代表決定戦

富士製鉄広畑　2－1　松谷化学
富士製鉄広畑が近畿2次予選に進出（鐘淵化学は1次予選免除）

### 近畿2次予選
海南日東紡（和歌山県）、天理クラブ（奈良県）も出場
- 1回戦

海南日東紡　2－0　天理クラブ
- 準決勝

鐘淵化学　3－1　海南日東紡
松下電器　2－1　富士製鉄広畑
- 代表決定戦

松下電器　5－1　鐘淵化学
松下電器が本戦出場

## 中国地区

### 岡山県1次予選
- 1回戦

新三菱重工水島　8－6　倉敷レーヨン岡山
倉敷レーヨン倉敷　4－3　中国電力岡山
岡山鉄道管理局　8－0　三井造船玉野
- 2回戦

倉敷レーヨン倉敷　5－0　新三菱重工水島
岡山鉄道管理局　6－2　倉敷万寿クラブ
- 代表決定戦

岡山鉄道管理局　7－3　倉敷レーヨン倉敷
岡山鉄道管理局が中国2次予選に進出、倉敷レーヨン倉敷は中国1次予選に出場

### 広島県1次予選
- 1回戦

広島クラブ　4－0　帝人三原
広島専売公社　13－0　三菱広島造船
- 2回戦

備後通運　4－0　広商クラブ
新三菱重工三原　5－3　広島鉄道管理局
広島クラブ　7－6　東洋工業
広島専売公社　12－1　十日市ニューホープ
- 準決勝

広島専売公社　13－5　広島クラブ
新三菱重工三原　5－2　備後通運
- 代表決定戦

広島専売公社　14－0　新三菱重工三原
広島専売公社が中国2次予選に進出、新三菱重工三原は中国1次予選に出場

### 山口県1次予選
- 1回戦

山陽電気軌道　8－2　帝人岩国
東洋高圧彦島　3－0　協和発酵
- 準決勝

東洋紡岩国　6－2　山陽電気軌道
東洋高圧彦島　3－0　宇部興産
- 代表決定戦

東洋高圧彦島　9－1　東洋紡岩国
東洋高圧彦島が中国2次予選に進出、東洋紡岩国は中国1次予選に出場

### 島根県1次予選
- 1回戦

大社クラブ　2－1　滝川産業
全出雲　8－7　浜田亀山クラブ
中国電力島根　5－4　松江クラブ
大田野球協会　13－2　山陰合同銀行
- 準決勝

全出雲　13－5　大社クラブ
中国電力島根　6－5　大田野球協会
- 代表決定戦

中国電力島根　7－2　全出雲
中国電力島根が中国2次予選に進出

### 中国1次予選
- 1回戦

新三菱重工三原　4－3　倉敷レーヨン倉敷
- 代表決定戦

東洋紡岩国　4－0　新三菱重工三原
東洋紡岩国が中国2次予選に進出

### 中国2次予選
米子鉄道管理局、全倉吉、鳥取西高クラブ（いずれも鳥取県）も出場
- 1回戦

米子鉄道管理局　9－2　中国電力島根
東洋紡岩国彦島　?－1　全倉吉
岡山鉄道管理局　4－1　広島専売公社
東洋紡岩国　（不戦勝）　鳥取西高クラブ
- 準決勝

東洋高圧彦島　3－2　米子鉄道管理局
岡山鉄道管理局　3－1　東洋紡岩国
- 代表決定戦

岡山鉄道管理局　11－2　東洋高圧彦島
岡山鉄道管理局が本戦出場

## 四国地区

### 徳島県1次予選
- リーグ戦

阿波商業銀行　4－3　徳島クラブ
徳島クラブ　4－2　東邦レーヨン徳島
阿波商業銀行　3－1　東邦レーヨン徳島
阿波商業銀行、徳島クラブが四国2次予選に進出

### 高知県1次予選
- 対抗戦

四国銀行　2－1　土佐電鉄
両チームとも四国2次予選に進出

### 愛媛県1次予選
- 1回戦

東洋レーヨン愛媛　7－6　住友化学新居浜
倉敷レーヨン西条　8－6　伊予銀行
- 準決勝（代表決定戦）

東洋レーヨン愛媛　6－5　日本投資
倉敷レーヨン西条　2－0　丸善石油
- 決勝

倉敷レーヨン西条　8－0　東洋レーヨン愛媛
倉敷レーヨン西条、東洋レーヨン愛媛が四国2次予選に進出

### 香川県1次予選
- リーグ戦

琴平電鉄　10－1　高松国税局
百十四銀行　4－3　四国鉄道管理局
四国鉄道管理局　12－0　琴平電鉄
百十四銀行　10－4　高松国税局
四国鉄道管理局　4－3　高松国税局
琴平電鉄　4－3　百十四銀行
- プレーオフ

四国鉄道管理局　13－4　百十四銀行
琴平電鉄　4－3　百十四銀行
四国鉄道管理局、琴平電鉄が四国2次予選に進出

### 四国2次予選
- 1回戦

琴平電鉄　7－5　東洋レーヨン愛媛
土佐電鉄　9－1　徳島クラブ
倉敷レーヨン西条　8－2　四国銀行
四国鉄道管理局　8－2　阿波商業銀行
- 準決勝

土佐電鉄　9－5　琴平電鉄
四国鉄道管理局　6－4　倉敷レーヨン西条
- 代表決定戦

土佐電鉄　6－3　四国鉄道管理局
土佐電鉄が本戦出場

## 北九州地区
- 1回戦

東洋高圧大牟田　8－0　三井田川
日鉄二瀬　5－2　嘉穂鉱業
- 2回戦

東洋高圧大牟田　6－2　八幡製鉄OB
ブリヂストンタイヤ　5－3　志免鉱業
門司鉄道管理局　6－1　小倉製鋼
八幡製鉄　1－0　日鉄二瀬
- 準決勝

ブリヂストンタイヤ　4－2　東洋高圧大牟田
八幡製鉄　5－0　門司鉄道管理局
- 代表決定戦

八幡製鉄　6－3　ブリヂストンタイヤ
八幡製鉄が本戦出場

## 南九州地区

### 佐賀県1次予選
- 対抗戦

全唐津　3－1　杵島炭鉱
杵島炭鉱　10－2　全唐津
杵島炭鉱　9－0　全唐津
両チームとも南九州2次予選に出場

### 熊本県1次予選
- 準決勝

熊本鉄道管理局　3－1　熊本大塚
新日本窒素水俣　7－2　全八代
- 代表決定戦

熊本鉄道管理局　4－0　新日本窒素水俣
熊本鉄道管理局が南九州2次予選に進出

### 長崎県1次予選
- 1回戦

佐世保船舶工業　3－1　日鉄北松
- 準決勝

長崎全三菱　7－0　佐世保船舶工業
全佐世保　15－2　全島原
- 代表決定戦

長崎全三菱　2－0　全佐世保
長崎全三菱が南九州2次予選に進出

### 鹿児島県1次予選
- 対抗戦

鹿児島市電　7－3　鹿児島鉄道管理局
鹿児島市電　4－3　鹿児島鉄道管理局
鹿児島市電が南九州2次予選に進出

### 南九州2次予選
全那覇（沖縄県）も出場
- 1回戦

全唐津　11－10　長崎全三菱
熊本鉄道管理局　8－2　全那覇
- 準決勝

鹿児島市電　2－0　全唐津
杵島炭鉱　3－2　熊本鉄道管理局
- 代表決定戦

杵島炭鉱　7－0　鹿児島市電
杵島炭鉱が本戦出場